# Bothvidus Gruf
Bothvidus Gruf, född 3 juni 1682 i Häradshammars församling, Östergötland, död 12 november 1750 i Vimmerby, var en svensk präst.

## Biografi
Bothvidus Gruf föddes 1682 i Häradshammars församling. Han var son till kyrkoherden Daniel Gruf och Elisabeth Ristelius. Gruf blev 1708 student vid Uppsala universitet och 10 april 1725 rektor vid Vimmerby trivialskola. Han prästvigdes 15 juni 1732 och blev 27 december 1736 kyrkoherde i Vimmerby stadsförsamling, tillträdde 1737. Gruf avled 1750.

### Familj
Grfu gifte sig 21 juni 1726 med Anna Lehnberg (1708–1748), dotter till kyrkoherden Magnus Lehnberg och Elsa Broms i Vimmerby. De fick tillsammans barnen borgmästaren Daniel Gruf (1727–1759) i Vimmerby stad, Elsa Elisabeth Gruf (1729–1807) som var gift med fänriken Anders Didrik Björn, kaptenen Magnus Gruf (född 1730) och fältväbeln Peter Gruf (född 1733).